# Zona de Segurança do Sul do Líbano
A administração da zona de segurança do Sul do Líbano foi um órgão governamental provisório libanês que exerceu autoridade na "Zona de Segurança" do sul do Líbano ocupada por Israel. Substituiu a autoridade administrativa do Estado do Líbano Livre, que colapsou em 1984, e operou de 1985 a 2000 com pleno apoio logístico e militar de Israel. Controlava 850 quilômetros quadrados de território na Zona de Segurança. Durante seus anos de funcionamento, a administração foi liderada por Antoine Lahad, um oficial militar cristão maronita. O Exército do Sul do Líbano de Lahad, com 2.400 membros, financiado e equipado por Israel e apoiado por 1.000 soldados israelenses, foi a força armada oficial da Zona de Segurança.